# سلجوق اولوئرگوون
سلچوک اولوئرگوون (ترکی استانبولی: Selçuk Uluergüven; ۱ ژانویهٔ ۱۹۴۱ – ۸ ژانویهٔ ۲۰۱۴) هنرپیشه اهل ترکیه بود. او فعالیت حرفه‌ای خودرا از تئاتر آغاز کرد.